# 1927 год в спорте
Список 1927 год в спорте перечисляет спортивные события, произошедшие в 1927 году.

## СССР
- Чемпионат СССР по русским шашкам 1927;
- Чемпионат СССР по шахматам 1927;
- Создан женский баскетбольный клуб СКА (Ленинград);

### Футбол
- ФК «Пищевики» в сезоне 1927;
- Созданы клубы:
  - «Динамо» (Киев);
  - «Динамо» (Махачкала);
  - «Динамо» (Минск);
  - «Динамо» (Сухум).
- Расформирован клуб «Спорт» (Санкт-Петербург);

## Международные события
- Дальневосточные игры 1927;
- Чемпионат Европы по боксу 1927;
- Чемпионат Европы по водному поло среди мужчин 1927;
- Чемпионат Европы по конькобежному спорту 1927;
- Чемпионат Европы по фигурному катанию 1927;
- Чемпионат мира по лыжным видам спорта 1927;
- Чемпионат мира по снукеру 1927;
- Чемпионат мира по фигурному катанию 1927;

### Баскетбол
Созданы клубы:
- «Виртус» (Болонья);
- «Гарлем Глобтроттерс»;
- «Нантер»;

### Футбол
- Высшая лига Латвии по футболу 1927;
- Матчи сборной Польши по футболу 1927;
- Финал Кубка Англии по футболу 1927;
- Футбольная лига Англии 1926/1927;
- Футбольная лига Англии 1927/1928;
- Чемпионат Исландии по футболу 1927;
- Чемпионат Северной Ирландии по футболу 1926/1927;
- Чемпионат Северной Ирландии по футболу 1927/1928;
- Чемпионат Уругвая по футболу 1927;
- Чемпионат Югославии по футболу 1927;
- Созданы клубы:
  - «Алта»;
  - «Америка» (Кали);
  - «Атлантас»;
  - «Бескид»;
  - «Дения»;
  - «Дольцан»;
  - «Доньи Срем»;
  - «Зета»;
  - «Кёге»;
  - «Колрейн»;
  - «Крус Асуль»;
  - «Л’Акуила»;
  - «Льодио»;
  - «Мирандес»;
  - ОПС;
  - «Пезопорикос»;
  - «Слога Югомагнат»;
  - «Спорт Бойз»;
  - «Сутьеска»;
  - «Хапоэль» (Рамат-Ган).

### Хоккей с шайбой
- НХЛ в сезоне 1926/1927;
- НХЛ в сезоне 1927/1928;
- Чемпионат Европы по хоккею с шайбой 1927;
- Создан клуб «Зволен»;

### Шахматы
- Лондон 1927;
- Матч за звание чемпиона мира по шахматам 1927;
- Нью-Йорк 1927;
- Турнир за звание чемпионки мира по шахматам 1927;
- Чемпионат Польши по шахматам 1927;
- Шахматная олимпиада 1927;